# ÖHB-Pokal der Frauen 2013/14
Der ÖHB-Cup der Frauen 2013/14 war die 27. Austragung des österreichischen Hallenhandball-Pokalwettbewerbs. Titelverteidiger waren die Damen von Hypo Niederösterreich, die den Pokal auch im Endspiel gegen die Mannschaft des ZV Wiener Neustadt erfolgreich verteidigen konnten.

## Teilnehmende Mannschaften
Teilnahmeberechtigt am ÖHB-Pokal waren die zwölf Mannschaften der Women Handball Austria (nicht teilgenommen hat die zweite Mannschaft von Hypo Niederösterreich), fünf Mannschaften der zweitklassigen Handball-Bundesliga Frauen sowie fünf Landesvertreter. Es spielten also 21 Vereine um den Pokal 2013/14.
An der ersten Runde nahmen die fünf Landesvertreter teil, zwei der drei BLF-Mannschaften und drei Teams der WHA, nämlich die beiden Schlechtplatziertesten des Grunddurchgangs der WHA-Saison 2012/13 sowie der Aufsteiger. Der unterklassige Verein hatte dabei Heimrecht.

## Erste Runde
| 13. Oktober 2013 | SSV Dornbirn/Schoren II – HIB Murpiraten Graz | 23:27 |
| 13. Oktober 2013 | Bregenz Handball – UHC Stockerau              | 23:28 |
| 18. Oktober 2013 | HSC Graz – Union St. Pölten                   | 18:25 |
| 18. Oktober 2013 | HC Eferding – SK Traun                        | 29:27 |
| 19. Oktober 2013 | ATV Trofaiach – UHC Admira Landhaus           | 36:32 |

## Achtelfinale
| 5. November 2013  | Perchtoldsdorf Devils – Union Korneuburg | 19:40 |
| 18. November 2013 | Union St. Pölten – Hypo Niederösterreich | 16:37 |
| 21. November 2013 | UHC Eggenburg – WAT Atzgersdorf          | 15:37 |
| 23. November 2013 | HC Eferding – HC BW Feldkirch            | 21:45 |
| 23. November 2013 | MGA Fivers – UHC Stockerau               | 36:33 |
| 23. November 2013 | SPG UHI Tirol – DHC WAT Fünfhaus         | 32:29 |
| 23. November 2013 | ATV Trofaiach – SSV Dornbirn/Schoren     | 24:19 |
| 24. November 2013 | HIB Murpiraten Graz – ZV Wiener Neustadt | 22:34 |

## Viertelfinale
| 11. Januar 2014 | ATV Trofaiach – ZV Wiener Neustadt       | 25:32 |
| 11. Januar 2014 | SPG UHI Tirol – MGA Fivers               | 29:37 |
| 11. Januar 2014 | Union Korneuburg – Hypo Niederösterreich | 30:37 |
| 12. Januar 2014 | WAT Atzgersdorf – HC BW Feldkirch        | 29:28 |

## Halbfinale
| 16.02.2014 | WAT Atzgersdorf – Hypo Niederösterreich | 19:40 |
| 23.02.2014 | MGA Fivers – ZV Wiener Neustadt         | 15:25 |

## Finale
Das Finalspiel wurde gemeinsam mit dem Pokal-Final-Spiel der Männer in Ferlach in Kärnten ausgetragen.
| 22. März 2014 | Hypo Niederösterreich – ZV Wiener Neustadt | 40:14 |

Der Pokalsieg gegen Wiener Neustadt war für Hypo Niederösterreich gleichzeitig der 27. Cup-Erfolg in Serie seit seiner Einführung in der Saison 1987/88.